# EBRC Jaguar

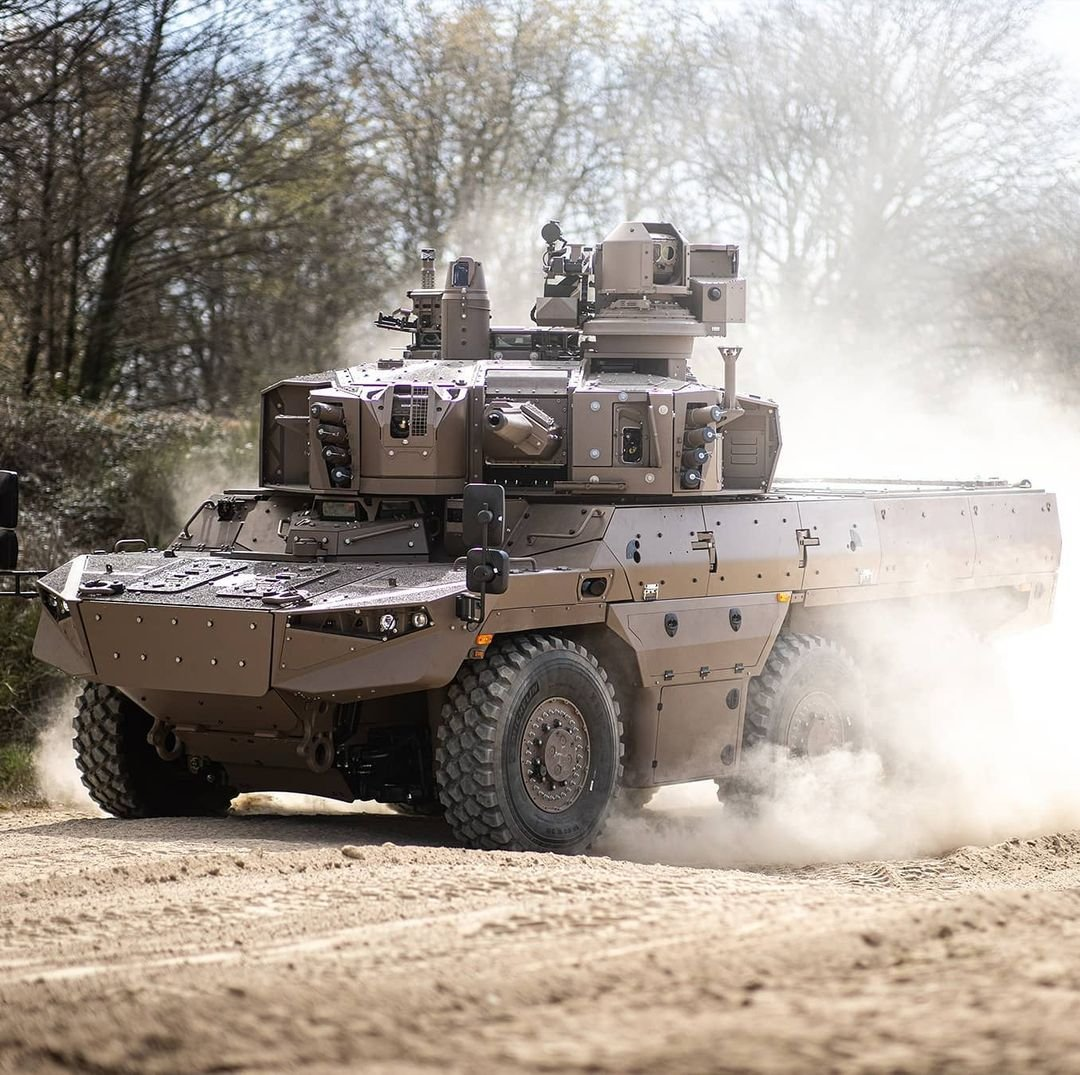
EBRC Jaguar, tillhörigt franska armén.

EBRC Jaguar (Engin Blindé de Reconnaissance et de Combat) är ett sexhjuligt pansarfordon utvecklat av Nexter, Arquus och Thales, designat för att ersätta de äldre AMX-10 RC, ERC 90 Sagaie och VAB HOT i den Franska armén. Fordonet är en del av det större SCORPION-programmet, vilket syftar till att modernisera Frankrikes medelstora pansarförmågor.
Jaguarens utveckling inleddes 2009, och efter tolv års arbete levererades de första enheterna till den franska armén 2022. Totalt planeras 300 enheter att levereras senast 2035, med en kostnad på cirka 11 miljarder euro för hela SCORPION-programmet. Belgien har också valt att införskaffa 60 Jaguarer och 382 Griffon-fordon som en del av sin modernisering.

## Design och teknologi
Jaguarens design fokuserar på mobilitet, skydd och eldkraft, och den har ett avancerat chassi med en bemannad 40 mm kanontorn samt missilkapacitet. Den väger 22 ton (25 ton i stridsutrustning) och drivs av en Volvo D11-motor med 500 hästkrafter, vilket ger en toppfart på 90 km/h. Fordonet är utrustat med en 500-liters bränsletank och har en räckvidd på upp till 800 km.
Jaguar är designad för att verka i komplexa miljöer som stadsområden och bergiga terränger, med variabel markfrigång och en tyst motor för att minimera upptäckt. Dess terrängegenskaper inkluderar förmågan att klättra hinder på upp till 50 cm och vada genom 1,2 meter djupa vatten.

## Skydd och beväpning
Fordonet har en pansarnivå enligt STANAG 4569 nivå 4, vilket skyddar mot 14,5 mm pansarbrytande ammunition, artillerisplitter och minor. Skyddet kan uppgraderas med modulär extra pansar. Det är även utrustat med skydd mot kemiska, biologiska, radiologiska och nukleära hot.
Beväpningen inkluderar en 40 mm automatkanon (40CTC) som kan avfyra upp till 200 skott per minut och hantera mål på upp till 3 km avstånd. Komplementärt till kanonen är fordonet utrustat med Akeron MP-missiler för att bekämpa pansarfordon och tungt befästa mål på avstånd upp till 5 km. En fjärrstyrd T3 Hornet S-torn med en 7,62 mm kulspruta ger ytterligare försvar mot närliggande mål.

## Sensorer och situationsmedvetenhet
Jaguarens styrka ligger i dess omfattande sensorsystem. Den är utrustad med PASEO elektrooptiska system som möjliggör långdistansobservation och målinriktning dag och natt. Andra sensorer som ANTARES-systemet och PILAR V skottlokaliserare bidrar till ett 360° synfält och realtidsdetektering av hot som skott och missiler. Systemen är integrerade i SCORPION-programmets informationsnätverk (SICS), vilket möjliggör datadelning mellan fordon i realtid och ökar samarbetsförmågan på slagfältet.

## Underhåll och framtida utveckling
Jaguaren är designad för att vara lätt att underhålla. Den är utrustad med sensorer för att övervaka kritiska komponenter, vilket möjliggör prediktivt underhåll. Detta innebär att tekniker kan identifiera och åtgärda problem innan de blir kritiska, vilket minskar fordonets stilleståndstid och ökar dess stridsberedskap.
Fordonet är också framtidssäkrat, med utrymme för uppgraderingar och utveckling av ytterligare skyddssystem, såsom ett aktivt skyddssystem som är under utveckling. Med dessa avancerade funktioner är EBRC Jaguar ett modernt stridsfordon som kombinerar mobilitet, skydd och eldkraft för att möta framtidens utmaningar på slagfältet.